# Чемпионат мира по ралли в классе WRC-3
Чемпионат мира по ралли в классе WRC-3 (англ. World Rally Championship-3 или WRC-3) — турнир, проводящийся в рамках чемпионата мира по ралли наряду со старшими классами World Rally Car и WRC-2.  

## История
Турнир проводился в 1987-2001 годах как Кубок ФИА для пилотов класса Production, а в 2002-2012 как Чемпионат мира в классе Production (PWRC). Под классом Production подразумевались почти серийные автомобили с относительно небольшим числом доработок. В период 1987-2012 это были автомобили Группы N с любым типа привода.
В 2013 году концепция была изменена Международной автомобильной федерацией. Класс переименован в WRC-3, в нём могли участвовать только моноприводные машины классов R1, R2 и R3. Команды и пилоты могли участвовать на всех этапах в рамках чемпионата мира по ралли, но при этом заранее выбирались только шесть этапов, за которые будут начисляться очки (и пять лучших результатов попадут в итоговый зачёт). С 2017 года это количество было увеличено еще на один этап. По окончании сезона 2018 турнир был упразднён. 
В 2019 в поддержку чемпионата мира были добавлены две категории, известные как World Rally Championship-2 Pro для профессиональных экипажей и команд и World Rally Championship-2 для частников. Но такая организационная структура оказалась слишком запутанной и во избежание путаницы со следующего года было возрождено название World Rally Championship-3 (WRC-3), в котором соревнуются только частные пилоты и команды на полноприводной технике группы R5. Очки начисляются за пять лучших результатов из семи заранее выбранных этапов, также с 2021 года учитываются очки за Power Stage. Во избежание участия в данной категории профессиональных пилотов были введены строгие критерии, по которым гонщик не может быть допущен к соревнованиям: если на протяжении предыдущих пяти лет он становился чемпионом серий WRC-2 или WRC-3 или же набирал очки в категории WRC.

## Чемпионы

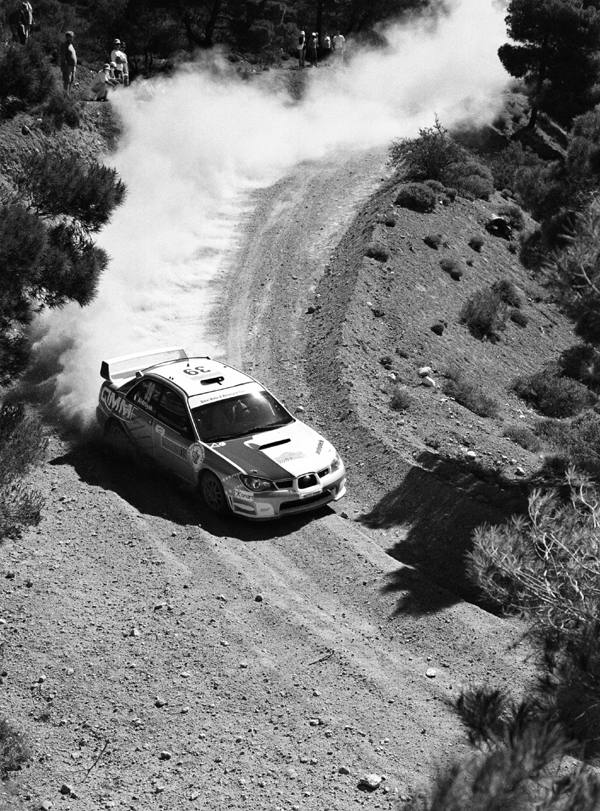
Нассер Аль-Аттия за рулем Subaru Impreza на Ралли Акрополис 2006

| WRC-3                                   | WRC-3             | WRC-3                                             |
| Сезон                                   | Пилот             | Автомобиль                                        |
| --------------------------------------- | ----------------- | ------------------------------------------------- |
| 2023                                    | Рупе Корхонен     | Ford Fiesta Rally3                                |
| 2022                                    | Лаури Джуна       | Ford Fiesta Rally3                                |
| 2021                                    | Йоан Россель      | Citroën C3 Rally2                                 |
| 2020                                    | Яри Хаттунен      | Hyundai i20 R                                     |
| 2018                                    | Энрико Браззоли   | Peugeot 208 R2                                    |
| 2017                                    | Нил Соланс        | Ford Fiesta R2                                    |
| 2016                                    | Симоне Темпестини | Citroën DS3 R3T                                   |
| 2015                                    | Кентен Жильбер    | Citroën DS3 R3T                                   |
| 2014                                    | Стефан Лефевр     | Citroën DS3 R3T                                   |
| 2013                                    | Себастьен Шардоне | Citroën DS3 R3T                                   |
| PWRC                                    |                   |                                                   |
| Сезон                                   | Пилот             | Автомобиль                                        |
| 2012                                    | Бенито Гуэрра     | Mitsubishi Lancer Evolution X                     |
| 2011                                    | Хейден Пэддон     | Subaru Impreza WRX STI                            |
| 2010                                    | Арминдо Араужо    | Mitsubishi Lancer Evolution X                     |
| 2009                                    | Арминдо Араужо    | Mitsubishi Lancer Evolution IX                    |
| 2008                                    | Андреас Айгнер    | Mitsubishi Lancer Evolution IX                    |
| 2007                                    | Тоши Араи         | Subaru Impreza WRX STI                            |
| 2006                                    | Нассер Аль-Аттия  | Subaru Impreza WRX STI                            |
| 2005                                    | Тоши Араи         | Subaru Impreza WRX STI                            |
| 2004                                    | Нил МакШи         | Subaru Impreza WRX STI                            |
| 2003                                    | Мартин Роуэ       | Subaru Impreza WRX STI                            |
| 2002                                    | Карамийт Сингх    | Proton Pert                                       |
| Кубок FIA для пилотов класса Production |                   |                                                   |
| 2001                                    | Габриэль Поццо    | Mitsubishi Lancer Evolution 6                     |
| 2000                                    | Манфред Штоль     | Mitsubishi Lancer Evolution 6                     |
| 1999                                    | Густаво Тереллес  | Mitsubishi Lancer Evo 6 / Mitsubishi Lancer Evo 5 |
| 1998                                    | Густаво Тереллес  | Mitsubishi Lancer Evo 4 / Mitsubishi Lancer Evo 5 |
| 1997                                    | Густаво Тереллес  | Mitsubishi Lancer Evo 3                           |
| 1996                                    | Густаво Тереллес  | Mitsubishi Lancer Evo 3                           |
| 1995                                    | Руи Мадейра       | Mitsubishi Lancer Evo 2                           |
| 1994                                    | Хесус Пурас       | Ford Escort RS Cosworth                           |
| 1993                                    | Алекс Фассина     | Mazda 323 GTR                                     |
| 1992                                    | Грегуар Де Мевиус | Nissan Sunny GTI-R                                |
| 1991                                    | Грегуар Де Мевиус | Mazda 323 GTX                                     |
| 1990                                    | Ален Орей         | Renault 5 GT Turbo                                |
| 1989                                    | Ален Орей         | Renault 5 GT Turbo                                |
| 1988                                    | Паскаль Габан     | Mazda 323 4WD                                     |
| 1987                                    | Алекс Фиорио      | Lancia Delta HF Integrale                         |